# Raghuva perdentata
Raghuva perdentata là một loài bướm đêm trong họ Noctuidae.